# Flipper (jolle)

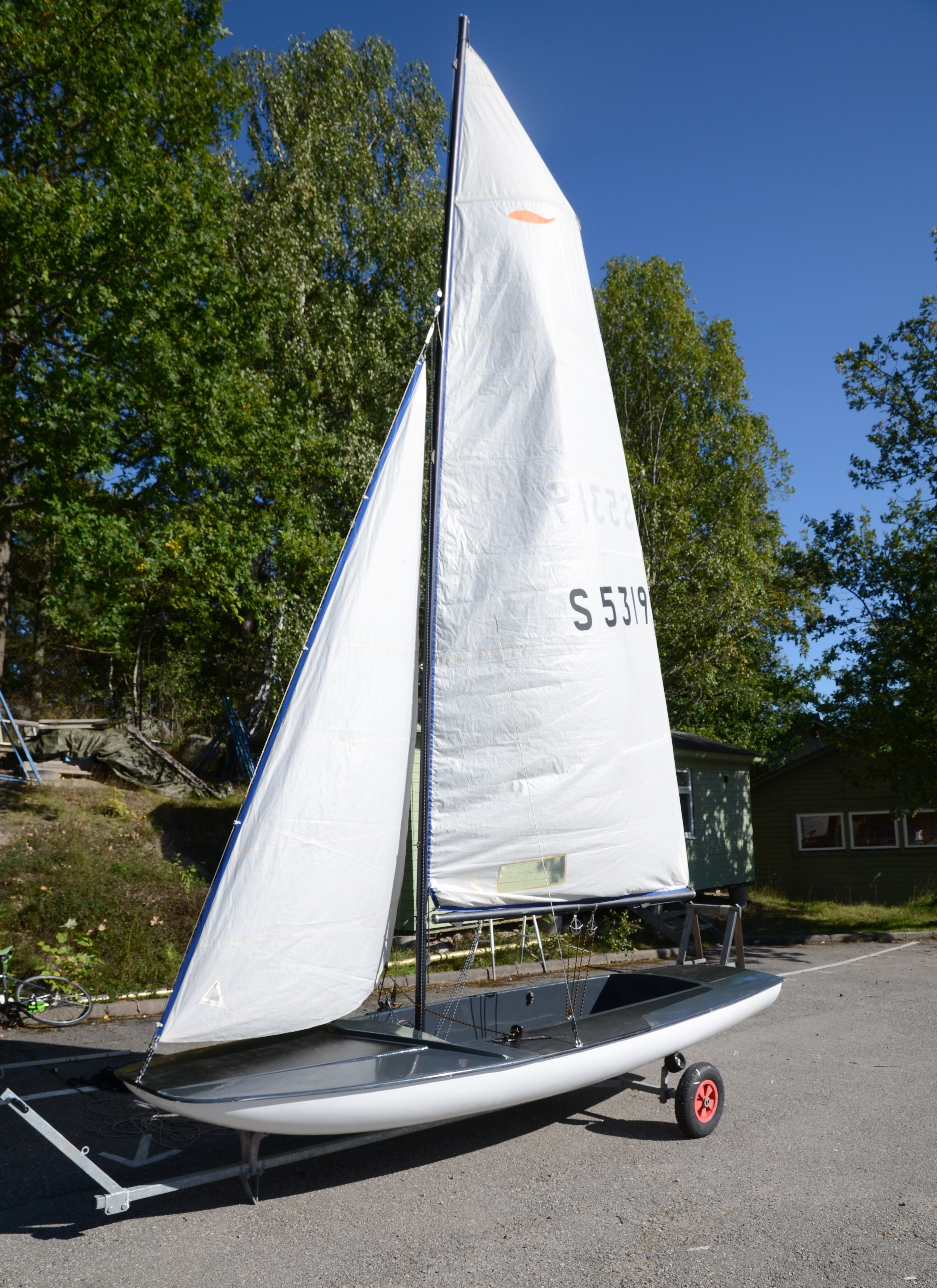
En flipperjolle.

Flipper (Flipperjolle) eller Flipper Junior, är en tvåmansjolle med storsegel, fock och spinnaker, konstruerad av Peter Bruun 1968.
Flipperjollar visades första gången på mässa 1971 och har byggts både på fabrik och som självbygge. Fram till 1973 har det byggts 3300, okänt antal därefter.
Svenska tillverkare var Fabola båtar och i ett sent skede Finnessa båtar i Trosa. Framgångsrika svenska Flipperseglare är bröderna Hans och Anders Liljeblad samt bröderna Thomas och Mats Wahlgren. Båda brödraparen dominerade klassen under sina år. Nordiska mästerskap hölls bland annat i Moss, Norge, Mariehamn på Åland, Råå, Helsingborg och i Danmark. En svensk serie fanns med cirka 10 seglingar per år. Båten var ett alternativ för den som ville segla tvåmansjolle men viktmässigt inte klarade av den större olympiska 470 jollen.
Flipper seglas normalt av två personer, men kan också hanteras ensam. Skrovet under vattnet har en matematisk form som kallas superellips vilket var en nyhet när båttypen introducerades.
Flipperjollen har använts som tävlingsklass för ungdomar fram till slutet av 1980-talet. Flest båtar fanns i Danmark och där hölls också tävlingar ytterligare några år. Idag används Flipper mest som en kul fritidsbåt, även av vuxna. Med en tung besättning och diamantstag i masten kan den seglas hårt. Den kan plana och farter nära 15 knop är inte omöjliga.

## Tekniska data
- Längd: 4,10 meter
- Bredd: 1,32 meter
- Djupgående: 0,10 / 0,80 meter
- LYS-tal: 1,12
- Vikt ca 75 kg, skrovets minimivikt 70 kg
- Material: Glasfiberarmerad plast, minst 150 liter flytmedel ska finnas inne i skrovet
- Centerbord och roder: 6 mm aluminium, max 50x100 respektive 25x75 cm
- Självlänsar i botten som kan öppnas och stängas under segling
- Mast: 6,00 m, diameter 50 mm, diamantstag tillåtet
- Bom: 2,00 m, diameter 50 mm
- Storsegel: 7.60 m²
- Fock: 2.70 m²
- Spinnaker: 8,00 m²